# Aarón Padilla
Aarón Padilla Mota (Città del Messico, 13 agosto 1977) è un ex calciatore messicano, di ruolo attaccante.